# SR-71 (밴드)
SR-71은 미국 메릴랜드주 볼티모어에서 결성된 팝 펑크 밴드이다. 2000년의 싱글 〈Right Now〉로 잘 알려져 있다. 밴드의 이름은 초음속기 SR-71 블랙버드에서 따온 것이다.

## 멤버
- 미치 앨런(Mitch Allan) - 보컬, 기타
- 팻 디멘트(Pat DeMent) - 기타, 보컬
- 마이크 루오코(Mike Ruocco) - 베이스, 보컬
- 존 앨런(John Allen) - 드럼, 보컬

### 이전 멤버
- 댄 가빈(Dan Garvin) - 드럼
- 마크 보케민(Mark Beauchemin) - 기타
- 제프 레이드(Jeff Reid) - 베이스

## 음반 목록
- 《Now You See Inside》(2000년 6월 20일)
- 《Tomorrow》(2002년 10월 22일)
- 《Here We Go Again》(2004년 5월 4일)
- 《Right Now》(이 음반은 성인 음반이다. 오투잼과 알투비트와 러브비트 등에서는 처음에는 이 음악을 목록에 넣었고 대중들로부터 많은 인기를 얻었으나, 심의 결과 성인 음반인 것이 밝혀져서 결국 리듬 게임 측에서는 이 음반을 삭제시켰다.)